# Масиель, Карлос или Кихано (художник)
Ка́рлос Масье́ль Са́нчес (исп. Carlos Maciel Sánchez; род. 8 ноября 1952, Ла-Соледад-де-Масьель, штат Герреро, Мексика) — мексиканский художник, работающий под псевдонимом Кихано (исп. Kijano). Сейчас проживает в Куэрнаваке (штат Морелос, Мексика).
В живописи наиболее близок магическому реализму. Пишет маслом и акрилом, в ранний период работал в технике офорта. Активный книжный иллюстратор. Работы находятся в музеях и частных собраниях 25 стран Европы и Америки, а также в Японии. Брат известного художника Леонеля Масьеля (род. 1939).
По мнению чилийского искусствоведа Раймундо Эрнста, «картины Кихано лишь кажутся полными света и жизни, радости и чувств. Внутри, в самой сердцевине — трагедия, трагедия как жанр и как сама жизнь. … Кихано смотрит на жизнь сквозь призму ницшеанского ви́дения дионисийского, сквозь оргиастические фантазмы, наполненные вакхическим смешением страстей, предпочтений, инстинктов. Он в буквальном смысле живо-писец, то есть описыватель живого. Не ограничивая себя поисками курьезов, он хочет того же, чего желали мастера классической Греции: восполнить мир посредством мимесиса. … Кихано изобретает сложное визуальное письмо, которое работает как отличная искусственная память. Оно породило разветвленную мифологию, где все достижимо, и где сказания его предков — ацтеков, майя, пуре́печа, миштеков и других — легко узнаваемы… Образный мир Кихано завязан на контекст Америк, он свидетельство культурной метисации, вроде испаноамериканского барокко».
Деятельность Карлоса Масиеля многогранна. Он историк, специалист по современной и региональной истории Мексики (канд. ист. наук 1985), также искусствовед. Кроме того, он занимается поэзией и поэтическим переводом (с русского на испанский), издательской деятельностью, кино (художник-постановщик фильма «Обещание», режиссёр Оскар Бланкарте, 2018), архитектурой (участвовал в проектировании и строительстве собственных мастерских в Кульякане, Мехико и Куэрнаваке).

## Биография

### Детство и юность
Родился 8 ноября 1952 г. в крошечном селении Одиночество Масиелей (La Soledad de Maciel) среди рощ кокосовых пальм и манго в нескольких километрах от тихоокеанского побережья. Родители были крестьянами, Карлос был шестым ребёнком из восьми. Его детство прошло в самом экзотичном, природном окружении: электричество появилось примерно в 1960, телефон — в 1965 г. Родители очень много читали, привив детям привычку к постоянному чтению прозы и поэзии, которая была для них ещё и единственным окном в неведомый большой мир.

### Университетские годы
В 1968 г. Масиель уезжает учиться в Мехико. Он работает на стройке, затем учится на химическом и физико-математическом факультетах Национального Автономного Университета Мексики (UNAM). Его увлекают левые политические движения, он принимает участие в революционных студенческих выступлениях 1968 г. Чтение продолжает играть огромную роль в его жизни. Особое влияние на его жизненные установки оказывают Достоевский (с его темой вины и греха), Фромм (с темой освобождения от них) и испанский поэт-республиканец Леон Фелипе (с его трагическим ощущением истории). Что касается художественных интересов, то на их формирование сильно повлияли только что вышедшие «Сто лет одиночества» Габриэля Гарсиа Маркеса, а также опыт старшего брата-художника Леонеля Масиеля. Карлос Масиель проходит курс живописи и графики в мастерских Мексиканского института социального страхования (IMSS), затем вечерние курсы графики в школе «Молино-де-Санто-Доминго». В мексиканском искусстве это время отмечено продолжением деятельности последнего из муралистов, Давида Альфаро Сикейроса, но также и подъёмом движения «Разрыва» (La Ruptura), провозгласившего отказ от социального и националистического пафоса мексиканского мурализма в пользу более индивидуалистского, нереалистического искусства. Будучи младшим братом яркого художника, Карлос Масиель предпочел работать под псевдонимом Кихано (Kijano): Алонсо Кихано (Quijano) Добрый — настоящее имя Дон-Кихота.

### Приезд в Москву, 1970-е годы
В 1972 г. по рекомендации Сикейроса, Карлос Масиель приезжает в Москву и учится на историко-филологическом факультете Университета дружбы народов им. Патриса Лумумбы. Он занимается графикой в Студии им. И. И. Нивинского, активно участвует в художественной жизни Москвы, как официальной, так и неофициальной. В УДН проходит его первая персональная выставка (1973), за которой следует ещё одна, на Кубе (Гавана, Дом Америк, 1975). Лев Осповат, известный латиноамериканист и литературовед, вспоминает: «В Москве вместе с нами Карлос Масиель провел нелегкие застойные годы… Здесь он был счастлив, здесь у него родился сын. Очень много читал. Не пропускал художественных выставок. Обзавелся множеством друзей. Сочинял стихи — талантливые, как и все, что он делал. Писал маслом, занимался графикой. Спорил, как и все мы, о политике на московских кухнях и на тех же кухнях расцвечивал наши скудные трапезы своим кулинарным искусством — ещё один талант Карлоса Масиеля!».
Атмосфера московского художественного андеграунда оказалась во многом созвучной настроению мексиканского поколения Разрыва. Вместе с ситуацией цивилизационного контраста (деревня — город, тропики — Север) она очень способствовала интенсивному осмыслению собственного опыта и быстрому формированию собственного стиля. Офорты Кихано этого времени изображают фантастических антропо- и зооморфных существ, вступающих в самые причудливые сплетения в разных стадиях и состояниях жизни: рождение, рост, движение, секс, смерть, разложение («Танец в полнолуние», El Danzante de la luna llena, 1973; «Рушатся мои мечты», Mientras mis sueños agonizan, 1974). Связи с Россией остаются очень важными для художника на всю жизнь.

### Возвращение в Мексику
В 1978 г. после окончания УДН Карлос Масиель возвращается в Мексику. В 1979—1985 гг. он работает в университете Дуранго (на севере страны) как историк, преподаватель и исследователь. Дважды он приезжает на довольно длительное время в Москву, где в 1985 г. защищает в Институте Латинской Америки кандидатскую диссертацию по истории. Параллельно с университетской деятельностью он продолжает заниматься искусством, устраивает несколько персональных выставок (одна в Коста-Рике в 1981 г.). С гравюры Кихано полностью переключается на живопись, работает преимущественно маслом, часто в большом формате. Интерес к изображению кипучей органической жизни сохраняется, однако персонажи картин становятся более узнаваемыми, обретают осмысленный взгляд, хотя ещё не персональность. В центре внимания — работа с колоритом, исключительно смелая, с сопоставлением большого количества ярких цветов («Ангел, упавший с неба», Angel que cayó del cielo, 1981 частное собрание, Москва; «Зеленая рыба жидких ночей», El Pez verde de las noches liquidas, 1984, частное собрание, Москва).

### Большая ретроспектива в Москве, начало 1990-х годов
В 1985—1993 г. Карлос Масиель живёт и работает в Кульякане (штат Синалоа, также на севере Мексики). Ведет активную преподавательскую, административную и научную деятельность в Автономном университет Синалоа (UAS). В 1991 г. приезжает в Россию; его приезд совпадает с августовскими событиями, и он принимает участие в обороне Белого дома. Одновременно в Москве проходит его большая персональная выставка («Галерея 777»), каталог которой становится существенным шагом в исследовании его творчества. В его живописи ок. 1990 г. нарастает тенденция фигуративности и антропоморфности, количество фигур уменьшается. Многие работы являются переосмыслением известных произведений искусства (Руссо, Матисс, Малевич и др.), во многом тяготеющим к примитиву и аппликативности («Пьер Лоти, в первый и последний раз посетивший Кулиакан и пойманный там кистью Кихано», Pierre Loti atrapado por el pincel de Kijano durante su primera y última visita a Culiacán, 1990 частное собрание, Москва).
Колорит становится несколько более холодным, прозрачным, возрастает роль подчеркнутой линии и изысканного силуэта. Гедонистический декоративизм картин этого периода подчеркивается усложнением их названий: «Свет мой зеркальце, скажи, да всю правду доложи, кто на свете всех милее: эта толстая, смотрящая на море, или я, смуглянка из смуглянок?», Espejito, espejito ¿quién es la más Hermosa, la gorda que extasiada contempla el mar o yo morena entre las morenas? (1990, Частное собрание, Москва).

### Мехико и выставки за рубежом, конец 1990-х — начало 2000-х
Следующее десятилетие (1993—2003) художник проводит в Мехико, сохраняя административную связь с Автономным университетом Синалоа. Проходят его персональные выставки в ряде городов Мексики, а также за рубежом: в Риге (1996), Москве (2001), Сантьяго в Чили (2002), Гаване (2003). Работы 1990-х гг. отчасти продолжают прежние тенденции, однако колорит вновь становится очень ярким, иногда даже пестрым, некоторые из работ — избыточно декоративными («Венера Боттичелли, подменившая Владычицу Нашу Богородицу Спасение, чудотворный образ лиманов Альтаты и, разумеется, озера Пацкуаро», Venus de Boticelli suplantando a la Virgen Regina de Nuestra Señora de la Salud, imagen milagrosa de los esteros de Altata y, por supuesto, del lago de Pátzcuaro. 1994 частное собрание, Гавана).
Одновременно Кихано возвращается к фантастическим эротическим композициям. Он начинает эксперименты с монохромностью (особенно с синим цветом), добиваясь сложнейших оттенков, тонов и переходов. В это период он начинает работать сериями, например, «Цветыстрасти», Florespasiones («Бесенок, розовый ангелочек, черные бабочки и синие цветы с зелеными листьями, тщащиеся приукрасить роскошную вазу в стиле модерн», Pequeño demonio, ángel rosado, mariposas negras, flores azules con todo y verde follaje, pretendiendo engalanar con su presencia a tremendo jarrón modernista. 1993 частное собрание, Сакатекас).
Эта работа с сериями станет ключевой для его яркого периода начала 2000-х гг. Он продолжает органическо-эротическую тематику в сериях «О танце и прочих благах для души и тела» (De la danza y otros bienes para el alma y para el cuerpo) и «Любовь без дзен-буддизма» (Amor sin budismo zen). Работы сосредоточенные, в композициях активизируются диагонали. Колорит темнеет, преобладает один цвет, но в монохромную ткань аккуратно вводятся дополнительные цвета, иногда, наоборот, резко контрастирующие («Прижав твое совершенное соблазнительное тело к моему, взошел угрожающе красный месяц страсти и ревности», Al curvar las líneas perfectas e insinuantes de tu cuerpo en torno de mi cuerpo, surge amenazante la luna roja de la pasión y de los celos. 2000 собрание автора, Куэрнавака).
В этот период Кихано обращается к работам по фотографиям. В «Русских ностальгиях» (Nostalgias rusas) сюжеты и образы советского периода жизни художника из черно-белых фотокарточек превращаются в кишащие яркими красками и формами масляные полотна. Серия «От солнца к солнцу» (De sol a sol) по фотографиям Хосе Эрнандеса Клера затрагивает необычную для Кихано социальную тематику, причем с грустным, даже трагическим оттенком («Жизнь — это странное солнечное сияние и вечный праздник смерти без конца», La vida ese extraño brillo del sol, y la fiesta eterna de la muerte sin fin. 2002 собрание автора, Куэрнавака).
Наконец, в серии «Демонтаж и аппликация» (Desmontajes y aplicaciones) он обращается к опыту столь популярного в Мексике сюрреализма, в первую очередь Магритта («Пустыня, повсюду пустыня любови, но и живое яблочко желания в сердце», El desierto, siempre el desierto del amor y la manzana viva del deseo en el corazón. 2001. собрание автора, Куэрнавака).

### 2000-е годы — наши дни
В 2003—2013 гг. Карлос Масиель вновь работает в Кульякане, занимаясь преподаванием истории и истории искусства и руководя всеми культурными проектами университета. Помимо Мексики, он устраивает персональные выставки в Ларедо, США (2007), Боготе, Колумбия (2008), Каракасе, Венесуэла (2012) и Лилле, Франция (2013). В 2013 г. выходит первая обширная книга о его творчестве «Кихано. Стратег энтузиазма», написанная чилийским историком искусства Раймундо Эрнстом . В том же годы году Карлос Масиель окончательно оставляет преподавательскую и административную деятельность, сосредотачиваясь на творческих планах. С 2014 г. живёт в Куэрнаваке, в доме, где долгие годы жил Эрих Фромм, идеи которого сыграли важную роль в жизни художника.
Искусство нынешнего периода творчества Кихано развивает темы и подходы, заложенные в начале века. Кихано развивает серийный принцип работы: «Богини табака», Diosas del Tabaco; «Душа фруктов», El alma de las frutas («О беззаветный арбуз, душа-патриот, красная и бескорыстная, круглая зелень таинств, приюти с нежностью в твоем чреве грёз синих бабочек любви», Alma patriótica, roja, desinteresada, redondo verdor de misterios, abnegada sandía, acoge con ternura a las azules mariposas del amor en tu vientre de sueños, 2005. Частное собрание, Москва), некоторые — исключительно длинные, включающие десятки работ («Прибежал — и выиграл в лотерею», Corre y se va con la lotería).
Доминируют яркие спектральные цвета в сложнейших, но всегда уравновешенных сочетаниях, однако в середине 2010-х гг. художник снова возвращается к весьма сложной темной палитре («Запускаю сгусток моего тела в воздух, побеждаю невесомость и как флагеллант бичую мою душу, тело и мысль, только чтобы забыть тебя. В честь Барбары Морган», Lanzo el amasijo de mi cuerpo al aire, venzo la gravedad y como un penitente, para olvidarte, flajelo mi alma, mis carnes, mis pensamientos. Homenaje a Bárbara Morgan, 2017 Собрание художника, Куэрнавака). В некоторых его работах проявляются мотивы кубизма, возможно вдохновленные образами Умберто Боччони («В честь Кшиштофа Кесьлёвского, или Парадокс неоконченной революции», Homenaje a Krzyztof Kieslovski o la paradoja de una revolución inconclusa (триптих), 2013—2014 собрание автора, Куэрнавака).

## Впечатления и характеристики творчества

### Наталья Шелешнева-Солодовникова, российский специалист по искусству Латинской Америки
«Kарлос Масиель — художник, великолепно ориентирующийся в лабиринте и самой всемирной истории, и истории искусства, литературы, мифологии. Как бы следуя традиции своего знаменитого соотечественника Хосе Гуадалупе Посады (1851—1913), Кихано дает своим произведениям пространно длинные названия, считая, что они — неотъемлемая часть работ, ключ к „постмодернистской“ двери в его творчество, где эрудиция, выступающая в образе завуалированных цитат или собственных мыслей, звучащих как цитаты, — определяющая константа наравне с игровым моментом. … Большинство работ Кихано наводят зрителя на мысль, что мир един во всех своих проявлениях, живой или мертвой натуре, всё что-то предвосхищает и что-то наследует, что художник очень хорошо впитал уроки предшественников, но все эти знания пропустил через себя и создал новый мир, в котором присутствует мифологизм мышления, в значительной степени определивший появление в Латинской Америке течения „магического реализма“ — своего рода варианта сюрреализма. Что касается предшественников, то сам Кихано называет многих; недаром, художник так часто употребляет слова ‘любовь’ и ‘ностальгия’».

### Энрике де Анда, мексиканский историк архитектуры и искусствовед
«Сейчас на выставке, вглядываясь в картины, я понимаю, что живопись Кихано подобна нейрологическому феномену синестезии, где раздражение в одной системе ведет к непроизвольному отклику в другой. Его холсты дышат лихорадкой Москитового берега и сыростью Амазонии, в них звучат андские флейты и карибские гитары, они окрашены в цвета Макондо и во многом пронизаны ностальгией латиноамериканских семидесятых, когда кубинские надежды сменились пытками южноамериканских диктатур. Мне показалось, что образы тех романов, которые тогда напомнили миру о Латинской Америке, нашли свое визуальное воплощение в картинах этого мастера, который чем-то напоминают мне Таможенника Руссо. Его картины, сих подлиннымии, свежими, сверкающими красками не столько „окна в душу“ (как называют глаза в Мексике), сколько зеркала, в которых отражается вся жизнь и любовь художника к ней».

### Mарк Ибшман, российский художник и искусствовед
«Безусловно, Карлос — прирождённый композитор. Будучи незаурядным колористом, он является виртуозом-композитором. Удивительно тонкое ощущение, а следовательно, и возможность сознательной игры на сопоставлении и противопоставлении — большого и малого, темного и светлого, укрупненных и измельченных форм; блистательная игра на всевозможных контрастах и нюансах; использование сложнейших ритмов… Работы Карлоса удивительно целостны, персонажи и среда, с одной стороны, и разные элементы среды — с другой — все это слито в некую единую, неразъединимую массу, и нерасторжимость этого единства обусловлена в первую очередь композиционной безупречностью, „многоярусностью“, сложностью картин художника. Хотелось бы особо высказаться о колорите… Нас, обреченных „полгода жить при темноте“ (И. Бродский), … с рождения пребывающих в жесткой цветовой аскезе, — колорит работ Карлоса обжигает, шокирует. Эти невероятные сочетания цветов столь же неправдоподобны, сколь неправдоподобен мир произведений, скажем, Габриэля Гарсиа Маркеса…. Гармонизация этих неистовых цветов столь же сложна, как сложна работа по укрощению крупных диких хищников.»

### Эводио Эскаланте, мексиканский поэт и литературный критик.
«Как ни парадоксально, наиболее чувственная живопись одновременно и самая символическая. Плоть не плоть, а лишь её символ. Воплотившись в картину, тело превратилось в знак. Цветочек на лобке, наверное, самый яркий этому пример: замена пушка на лобке цветами черешни работает только как метафора.»

### Кати Фуре, французский литературовед и социолог
«Современный художественный язык Мексики во многом определён начатой в 2008 г. войной с наркоторговлей, приведшей к более чем 150 тысячам погибших только за первые семь лет конфликта. Будучи созданными в атмосфере грубой, жестокой смерти, ставшей частью повседневной жизни, произведения искусства тяготеют к сухой жесткости, макабрическому многословию, трупности. Язык нарколитературы распространился и на визуальные высказывания. Вместо того, чтобы размышлять над тем, как оставаться человеком там, где господствует принцип „око за око“, художники часто безвольно соучаствуют в уничтожении человека, представляя зрителю его тело в его бессилии, разрушении и разложении. Мексиканский художник Кихано решил стать на сторону жизни, и в контексте политического и социального насилия он обращает внимание зрителя на достоинство и красоту человеческого, особенно женского тела; тела на его картинках редко искажены страхом или страданием.»

### Раймундо Эрнст, чилийский искусствовед
«Впрочем, если серьёзно, то с помощью своего художества, вездесущия своих персонажей, поз, актов, и аксессуаров … мастер … создал целую эротическую культуру, интересную и достойную детального изучения. Для этих тем Кихано разработал целый словарь образов, в котором нашлось место всему …. Он эротизирует любую вещь, человека, предмет, животное, просто лишая их упорядоченности и предсказуемости. Важно все: что они держат в руках, их наряды, цветы, зверушки, кружева, парео, вуали, фиговые или ещё какие листья, как у его богинь, заворачивающихся в священные ланцетовидные листья табака… Тема продолжения жизни постоянно разворачивается у Кихано в картинах. Здесь царят мясистые сочные фрукты, и кишат животные всех видов, сказочные гибриды, фантастические птицы, мясо и морепродукты, роскошные хлеба, всевозможные яства, наконец, экзотические деликатесы. …. Кихано готовит в картинах, соблюдая все тонкости ритуала и подготавливая нас к умопомрачительным фуршетам из изысков и услад вкуса. … Кихано созерцает, прощупывает, смешивает, критикует, рассуждает, но, в конце концов, соблазняется и отведывает. Мало что он делает с такой достойной священника осмотрительностью. Откусывает кусочек и сосредоточенно пережевывает его, наслаждаясь до грани возможного. Любая поспешность в этом деле была бы непростительной, ибо приблизила бы его к безобразию пожирания, животному акту.»